# 修理もん研究室
『修理もん研究室』（なおしもんけんきゅうしつ）は、寺沢大介による日本の漫画。小学館の刊行する青年向け漫画雑誌『ビッグコミックオリジナル』にて2009年10号から2010年20号まで連載された。

## 概要
講談社系の漫画誌で執筆していた寺沢が、初めてそれ以外の出版社で執筆した作品である。また、寺沢はそれまで主に料理をテーマにした作品を発表してきたが、本作は料理とは全く関係ない古生物学と修理をテーマにした作品となっている（ただし、料理とは関係ない作品としては過去に『WARASHI』がある）。

## 登場人物
七尾 四門（ななお しもん）
主人公。卓上大学理工学部、地質学科地球生命科学研究室の教授で、初登場時45歳。
輪島塗の職人の家に生まれるが、流行に左右されず頑なに伝統を守ろうとする祖父と、生活のためには伝統を曲げてでも望まれるものを作ろうとする父の姿を見て、どちらが正しいのか分からず、鬱積した感情から祖父に輪島塗の職人にはならないと告げ、和解しないまま祖父が亡くなり、行き場のない思いを抱いていた時、偶然河原で出会った理科教師の香川と出会い、化石の発掘を手伝った事から古生物学に興味を持ち、家業を継がず古生物学者になる。その後、手先の器用さと、祖父の遺品を整理した際に覚えた修理技術を評価され、漆器の修復だけでなく、様々な物の修理依頼が舞い込んでいる。
いい加減な上、図々しい性格で、授業にもあまり熱心とは言えないが、化石の発掘にかけては熱い情熱を持っている。
古生物学とは関係ない修理自体を依頼されることについてはあまり喜んではいないが、大学からは研究をあまり評価されず、満足な研究予算を与えられないため、常に研究費の捻出に苦心しているので、修理の謝礼が研究費用の足しになることから、結局引き受けることになる。
同作者の『将太の寿司2 World Stage』ラスト前話に鳳寿司の常連客としてゲスト出演。主人公の一人「佐治将太」に、進化について教えている。
高岡 由紀（たかおか ゆき）
七尾の研究室の助教授。生真面目な性格で七尾に振り回されることが多いが、助手として協力している。七尾をいい加減な人と思っている反面、時折見せる真摯な姿を尊敬している。
鳴子 梢（なるこ こずえ）
七尾の幼馴染、七尾の過去を知る存在。幼馴染の上、腐れ縁的な存在で恋愛感情は互いに持ち合わせていない。色々と変な商売をしているらしく、それに七尾を引き込もうとしているので、あまり七尾は歓迎していない。

## 書誌情報
寺沢大介 『修理もん研究室』 小学館（ビッグコミックス）、全2巻 
1. 2010年6月2日発行、ISBN 978-4-09-183187-3
2. 2010年12月30日発行、ISBN 978-4-09-183572-7